# Santa Ovaia e Vila Pouca da Beira
Santa Ovaia e Vila Pouca da Beira (oficialmente: União de Freguesias de Santa Ovaia e Vila Pouca da Beira) é uma freguesia portuguesa do município de Oliveira do Hospital, com 7,43 km² de área e 846 habitantes (censo de 2021). A sua densidade populacional é 113,9 hab./km².

## História
Foi criada aquando da reorganização administrativa de 2012/2013,  resultando da agregação das antigas freguesias de Santa Ovaia e Vila Pouca da Beira.

## Demografia
A população registada nos censos foi:
| Distribuição da População por Grupos Etários | Distribuição da População por Grupos Etários | Distribuição da População por Grupos Etários | Distribuição da População por Grupos Etários | Distribuição da População por Grupos Etários | Distribuição da População por Grupos Etários |
| -------------------------------------------- | -------------------------------------------- | -------------------------------------------- | -------------------------------------------- | -------------------------------------------- | -------------------------------------------- |
| Antes da agregação                           |                                              |                                              |                                              |                                              |                                              |
| Ano                                          | 0-14 anos                                    | 15-24 anos                                   | 25-64 anos                                   | >= 65 anos                                   | Total                                        |
| 2001                                         | 158                                          | 153                                          | 490                                          | 229                                          | 1030                                         |
| 2011                                         | 98                                           | 111                                          | 505                                          | 238                                          | 952                                          |
| Após a agregação                             |                                              |                                              |                                              |                                              |                                              |
| Ano                                          | 0-14 anos                                    | 15-24 anos                                   | 25-64 anos                                   | >= 65 anos                                   | Total                                        |
| 2021                                         | 68                                           | 71                                           | 464                                          | 243                                          | 846                                          |